# Frank Duval
Frank Duval, auch Franco Duval, eigentlich: Frank Uwe Patz (* 22. November 1940 in Berlin) ist ein deutscher Komponist, Bandleader, Sänger und Arrangeur.

## Leben und Werk
Frank Duval ist der Spross einer alten Hugenotten- und Künstler-Familie. Sein Vater war Kunstmaler und eine Tante Hofmalerin am königlich-preußischen Hof. Sein Großvater, Chefredakteur der Berliner Zeitung und Fabrikant, entwickelte mit seinem Schwager zudem Reformprodukte wie Biomalz und Biocitin.
1952 debütierte Frank Duval bereits als Kinderdarsteller am Amerikahaus und am Kurfürstendamm, unter anderem in dem Stück Fips mit der Angel mit Harald Juhnke. 1954 begann er als Regieassistent an der Vagantenbühne in Berlin zu arbeiten. 1956 absolvierte er eine Ausbildung zum staatlich anerkannten Tänzer bei Tatjana Gsovsky. Ab 1958 trat Duval dann mit seiner Schwester Maria als Schlagerduo auf. Beide sangen 1960 das Lied der ARD-Fernsehlotterie Ich fahr’ mit dir und du mit mir. Nach mehr als 50 Schallplatten und mehreren Hits, zum Beispiel Ich leg mein Schicksal in deine Hand, trennte sich das Geschwisterpaar 1962.
Im Jahr darauf wurde Duval als Freddy für das Musical My Fair Lady engagiert, den größten Musicalerfolg der Nachkriegszeit. In diese Zeit fiel auch die Ehe mit Bühnenpartnerin Karin Hübner. Es folgen weitere Musicalrollen. Bis 1965 war Duval auch als Schauspieler tätig, unter anderem in dem Heinz-Erhardt-Film Natürlich die Autofahrer. 1965 entdeckte schließlich der Regisseur Heinz-Günter Stamm Duvals Kompositionstalent und engagierte ihn für das Hörspiel Fräulein Julie. Fortan vertraute ihm der Bayerische Rundfunk seine großen Musicalproduktionen an und beauftragte ihn mit der musikalischen Untermalung ganzer Hörspielreihen, so z. B. für die Kultreihe Per Anhalter durch die Galaxis nach Douglas Adams; aber auch Hörspiele nach Vorlagen von Otfried Preußler und Michael Ende befinden sich in Duvals Werkeverzeichnis.
Neben seiner Arbeit als Songwriter und Komponist für Künstler wie Margot Werner, Maria Schell oder Klaus Löwitsch entwickelte Duval ab Anfang der 1970er Jahre mit wachsendem Erfolg eine eigene musikalische Handschrift. Der Durchbruch gelang ihm 1977 mit der Filmmusik für den Tatort Schüsse in der Schonzeit. Duval komponierte fortan die Musiken für verschiedenen Fernsehserien, darunter für die Krimireihen Derrick, Der Alte, Die Krimistunde und Detektivbüro Roth sowie für zahlreiche Spielfilme, so auch 1981 für Die Säge des Todes und 1986 für Bitte laßt die Blumen leben mit Klausjürgen Wussow, Hans-Christian Blech und Birgit Doll in den Hauptrollen.
Für die Erfolgskrimireihen Derrick und Der Alte schrieb er 185 Titel und hatte 1994 in der Derrick-Folge Der Schlüssel einen Auftritt als Schauspieler. 
Ein internationaler Chart-Erfolg wurde auch sein Lied Give Me Your Love, das als Titelmelodie für die ZDF-Serie Unsere schönsten Jahre mit Uschi Glas und Elmar Wepper in den Hauptrollen Verwendung fand. Seine erfolgreichen Soundtracks für die Quoten-Hits der Fernsehsender wurden für Duval zum Sprungbrett in den Plattenmarkt. 1983 stellte er mit der LP If I Could Fly Away erstmals ein Album vor, das er speziell für den Schallplattenmarkt konzipiert hatte und das auf Anhieb vergoldet wurde.
Von 1985 bis 2018 lebte der gebürtige Berliner zusammen mit seiner Frau Kalina Maloyer, Songwriterin und Malerin, zurückgezogen auf der kanarischen Insel La Palma. Er arbeitet nach wie vor an neuen Musiken und ist inzwischen auch auf anderen künstlerischen Feldern aktiv. Duval beschäftigt sich seit 1995 vermehrt mit Computergrafik und der Produktion von Art-Videos und Kurzfilmen, die er dreht, schneidet und vertont. Eine größere Auswahl seiner Arbeiten zeigte das Künstlerpaar erstmals 2002 in seiner gemeinsamen Ausstellung Magic Moments in der Hochschule für Musik und Theater in der Hansestadt Rostock.
2001 erschien die ausführliche 3-CD-Box Spuren, die neben vielen bekannten Titeln auch zwei Kurzfilme sowie eine völlig neue CD beinhaltet, für die das Künstlerpaar Duval & Maloyer zusammen an Texten in deutscher Sprache gearbeitet hatte. 
Eine neue Heimat fanden Frank Duval und seine 2023 verstorbene Frau Kalina Maloyer in Essaouira in Marokko. Seit 2018 arbeiteten sie dort weiterhin künstlerisch.
Mehr als 20 Jahre nach dieser letzten Album-Veröffentlichung hat Frank Duval am 14. Mai 2021 eine neue Song- und Video-Edition veröffentlicht. Das Digipak mit einer CD und DVD heißt Lonesome Fighter. Die neue Produktion umfasst 15 Songs und Soundtracks sowie neun Kurzfilme, darunter mystische Sound-Lyrik und Videos aus dem Bereich „Art of Nature“. Ende 2021 hat der Künstler damit begonnen, sein gesamtes musikalisches Werk auch digital auf den großen Streaming- und Download-Plattformen verfügbar zu machen. Das bezieht sich auch auf bislang unveröffentlichte und neu komponierte Titel. Im September 2022 erschien dort unter anderem auch der Soundtrack „Smile in the shade“, eine Musik aus Duvals Kurzfilm „Der Tod, das Buch, der Esel & ich“, der im Juli  auf einem Kino-Event in Pforzheim uraufgeführt worden war.

## Erfolge
Duvals melancholische Balladen und Sound-Kreationen für Derrick und Der Alte – ausgestrahlt in 94 Ländern – bescherten dem Künstler eine weltweite Fangemeinde. Sein erster deutscher Nummer-eins-Hit Angel of Mine (aus der Derrick-Folge 77 Dem Mörder eine Kerze vom 21. November 1980 mit Horst Frank, Sven-Eric Bechtolf und Sascha Hehn) verkaufte sich zum Beispiel allein in Brasilien 750.000 Mal. Von 1980 bis 1986 hatte Duval zudem weitere große Hitparaden-Erfolge, u. a. mit Face to Face, Give Me Your Love oder Liebe und Tod.
Duval erreichte auch mit seinen eigenständigen Konzeptalben, die er seit 1983 regelmäßig ablieferte, immer wieder die europäischen Bestenlisten. Er bekam dafür zweimal eine Goldene Schallplatte in Deutschland.
In den 1970er Jahren schrieb Duval darüber hinaus auch Titel für andere Künstler, darunter Peter Alexander, Bata Illic und Ingrid Kup.
In den 1980er Jahren komponierte und arrangierte Duval ferner eine Vielzahl von Werbemusiken, darunter für Porsche, Mercedes und fünf Jahre weltexklusiv für BMW.

## Alben
- Die schönsten Melodien aus Derrick und Der Alte (1979)
- Angel of Mine (1981)
- Face to Face – Music from the Serials Derrick and Der Alte (1982) (1988 bei AMIGA als Greatest Hits veröffentlicht)
- Feel Me (1982) Ingrid Kup
- If I Could Fly Away (1983)
- Orphee (1983)
- Living Like a Cry (1984)
- Die größten Erfolge (1985) (Club Edition)
- Time for Lovers (1985)
- Bitte laßt die Blumen leben (1986)
- When You Were Mine (1987)
- Touch My Soul (1989)
- Seine größten Erfolge (1989)
- Solitude (1991)
- Vision (1994)
- Derrick Forever (1995)
- Angel of Mine (2001)
- Spuren (2001) (3-CD-Box)
- Colour Collection (2006)
- My Star (2017)
- Lonesome Fighter (2021)

## Filmografie (Auswahl)
- 1959: Natürlich die Autofahrer (zusammen mit seiner Schwester Maria)
- 1994: Derrick, Folge 239 – Der Schlüssel als Cesar Vogt

## Hörspiele (Musik)
- 1970: Herbert Achternbusch: Hörspiel in München und am Starnberger See. (HR/BR)
- 1971: Claude Dufresne: Das Huhn mit den goldenen Eiern. (BR)
- 1973: Ursula Wölfel: Achtundzwanzig Lachgeschichten (Intercord)
- 1974: Theo Lingen: Kidnapping – Regie: Heinz Günter Stamm (BR)
- 1980: Michael Ende: Die unendliche Geschichte (Karussell)
- 1982: Douglas Adams: Per Anhalter ins All (Per Anhalter durch die Galaxis) (BR/SWR/WDR)
- 1984: Michael Ende: Momo (Karussell)
- 1998: Michael Koser: Der letzte Detektiv: Drachentöter – Regie: Werner Klein (BR)